# Du är det varmaste jag har
Du är det varmaste jag har är ett studioalbum från 1978 av Lill Lindfors. Albumet återutgavs 1990 på CD.

## Låtlista
1. Du är det varmaste jag har (You Are the Sunshine of My Life) - (Stevie Wonder/Bo Carlgren)
2. Rus - (Peps Persson)
3. Så vill jag bli - (Björn Afzelius)
4. Musik ska byggas utav glädje - (Lill Lindfors/Björn Barlach & Åke Cato)
5. Jag vill bli din mjuka kudde (Paint Your Pretty Picture) - (Stevie Wonder/Bo Carlgren)
6. Om du nånsin kommer fram till Samarkand - (Thorstein Bergman)
7. Vinden drar - (Carl Borenius)
8. Vad leker vi för (Between the Lines) - (Stevie Wonder/Bo Carlgren)
9. Tillsammans är ett sätt att finnas till (Better Place to Be) - (Harry Chapin/Björn Barlach & Åke Cato)

## Medverkande
1. Americo Belotto - trumpet
2. Hector Bingert - tenorsaxofon
3. Anders Ekdahl - piano
4. Mats Westman - gitarr
5. Janne Bergman - bas
6. Ola Brunkert - trummor
7. Olle Holmqvist - trombon

## Listplaceringar
| Lista (1978-1979) | Topplacering |
| ----------------- | ------------ |
| Sverige           | 18           |

### Fotnoter
1. ↑  ”Du är det varmaste jag har”. Svensk mediedatabas. 27 mars 1976. http://smdb.kb.se/catalog/id/001886055. Läst 23 augusti 2014.
2. ↑  ”Du är det varmaste jag har”. Svensk mediedatabas. 27 mars 1990. http://smdb.kb.se/catalog/id/001477033. Läst 23 augusti 2014.
3. ↑  ”Du är det varmaste jag har”. Swedishcharts. 27 mars 1978. http://swedishcharts.com/showitem.asp?interpret=Lill+Lindfors&titel=Du+%E4r+det+varmaste+jag+har&cat=a. Läst 24 augusti 2014.